# Đới sinh vật
Trong Sinh địa tầng học, đơn vị sinh địa tầng hoặc đới sinh vật (tiếng Anh: biozone) là các khoảng địa tầng địa chất được xác định dựa trên taxa hóa thạch đặc trưng của chúng. Nó ngược với địa tầng thạch học được xác định dựa trên các thuộc tính thạch học của đất đá xung quanh.
Một đơn vị địa tầng sinh học được xác định bởi hóa thạch đới mà nó chứa. Đây có thể là một đơn vị phân loại đơn lẻ hoặc tổ hợp các đơn vị phân loại nếu các đơn vị phân loại tương đối phong phú, hoặc các biến thể về đặc điểm liên quan đến sự phân bố hóa thạch. Các địa tầng giống nhau có thể được phân vùng khác nhau tùy thuộc vào tiêu chuẩn chẩn đoán hoặc nhóm hóa thạch được chọn, do đó, có thể có một số, đôi khi chồng chéo, phân vị địa tầng trong cùng một khoảng thời gian.

Giống như các đơn vị thạch địa tầng, các đới sinh vật phải có mặt cắt được chỉ định là mặt cắt điển hình. Các địa tầng mẫu này được đặt tên theo đơn vị phân loại điển hình (hoặc các đơn vị phân loại) được tìm thấy trong vùng sinh học cụ thể đó.
Ranh giới của hai phân vị địa tầng riêng biệt được gọi là "tầng sinh vật" (biohorizon). Đới sinh vật có thể được chia nhỏ hơn nữa thành "phụ đới" (subbiozones), và nhiều đới sinh vật có thể được nhóm lại với nhau trong một "liên đới sinh vật" (superbiozone) trong đó các đới được nhóm lại thường có một đặc điểm liên quan. Sự kế tiếp liên tục của các biozone được gọi là biozonation. Khoảng thời gian được biểu thị bởi vùng sinh địa tầng được gọi là biochron.